# 5 Elementos
5 elementos es un webcomic que nació en Internet el 24 de septiembre de 2008 de manos de Jesús García Ferrer (más conocido como "Jesulink"), autor de Raruto, la famosa parodia de Naruto. Esta obra, publicada originalmente como webcomic y más tarde impresa en papel, trata sobre un mundo en el que las personas son capaces de controlar los elementos. En él, un joven llamado Kaji Llamaviva vive una serie de aventuras intentado demostrar que Los 5 elementos, (los mejores guerreros del reino que un día traicionaron a su patria y asesinaron al rey)  fueron héroes. Este cómic ha recibido el premio al mejor Manga de autor español otorgado por el Expomanga de Madrid en los años 2010 y 2011, el premio al Mejor Manga de Autor Español en el XVI Salón del Manga de Barcelona,  y su autor ha recibido el premio al mejor autor de manga español por esta obra en las ediciones 2010 y 2011 del Expomanga de Madrid.
 El último capítulo fue  publicado en septiembre de 2017.
El 2 de septiembre de 2021, el autor anunció por su canal Twitch la secuela de 5 Elementos.

## Universo elemental
El manga está basado en un universo habitado por elementales, seres capaces de manejar un elemento de la naturaleza, que puede ser un de los 4 principales (Tierra, Agua, Aire y Fuego) o de sus derivados (Magma, hielo, planta, rayo, sombra...) llegando a elementos tan absurdos como el elemento moco o huevo (puede crear huevos con o sin cáscara y utilizarlos en una pelea).
En el llamado "Día cero", los mejores guerreros del reino, los 5 elementos, se vendieron a cambio de un codiciado tesoro, asesinaron al rey y desaparecieron para siempre.
Desde ese día, el nuevo rey se valió del ejército para crear una nación fuerte y poder controlar a su propio pueblo.
En las páginas extendidas del Tomo 2 de 5 elementos (capítulo 13, página 121), Lluvia y Sôkar despliegan un mapa. Las regiones que aparecen en este mapa son:
- Falconia: en el norte, con una marca en la población de Alturas. Asociada al elemento Aire.
- Caldera: en el norte, con una marca en la población de Honsen. Asociada al elemento Fuego.
- Aquarela: en el oeste, con una marca en el Lago Azul. Asociada al elemento Agua.
- Baiena: en el oeste, con una marca en la población Lechera. Asociada al elemento Agua.
- Leona: en el este, con una marca en la población Ciudad Leona. Asociada al elemento Fuego.
- Rocosa: en el sur, con una marca en las Minas Doradas. Asociada al elemento Tierra.
- Reptilia: en el sur, con una marca en la población Flora. Asociada al elemento Tierra.

Y luego aparte se pueden observar las zonas denominadas: Yótumhaim y El fin (también llamado océano). En el capítulo 31 parece que el océano cobra más importancia, dado que Leonardo (Profesor de tecnología) explica que nadie ha sido capaz de cruzar el océano, aunque muchos lo han intentado. Kaji no está de acuerdo, pero Leonardo lo calla lanzándole una tiza a la frente (cuyo impacto lo estampa contra la pared y de paso arrastrando a otros alumnos en la sala) y diciéndole que sólo son leyendas.

## Historia
Esta es la historia de Kaji Llamaviva, un elemental de fuego, cuyo padre es soldado y su madre panadera, que se ve obligado a mudarse con su familia desde la capital a un pueblo de paletos, Pueblo Beluga. En él, Kaji conocerá a Zap, un elemental de rayo bastante peculiar; a Lluvia, una elemental de agua con mucho carácter; a Sôkar, un elemental de sombra muy filosófico y a Matarratas, un elemental de virus procedente de una familia de científicos. La llegada de Kaji a Pueblo Beluga dará un giro inesperado a su vidas, y poco a poco, descubrirán la verdad sobre la leyenda de los 5 Elementos.

### 1ª Saga
El guardiánCap. 1-7.
Kaji Llamaviva se muda a Pueblo Beluga. Allí conoce a Zap, a Lluvia, a Sôkar, y a Matarratas.
Kaji quema el colegio y le cuenta a Zap su teoría sobre los 5 elementos y este le cree. 
Al día siguiente Kaji y Lluvia se pelean en clase de combate y Kaji gana. Ese mismo día el teniente Alder convoca una prueba tipo laberinto controlada por un elemental de psique (Anpepón).Los llamaviva no deben hacer el laberinto pero tanto Chisp como Kaji consiguen entrar, para ello Kaji se disfraza de Vaporín pero enseguida le descubren junto con Zap llega a las últimas fases de la prueba don de se encuentran con Lluvia Sôkar, y Matarratas y se enfrentan al Finalmigo, Pelea en la cual Sôkar se queda sin energía y Kaji es gravemente herido.
Al salir del laberinto los chicos ven que un gran yotum de hielo. Kaji pide a Matarratas que le cure para debilitar al yotum y Lluvia les ayuda, mientras lo hacen Matarratas ve unos símbolos muy raros y la llama la atención uno que hay en el interior de Kaji, después de inyectarle un medicamento Kaji comienza a irradiar energía vital y destruye al yotum con su level 2. Al final Zap decide que ayudara a Kaji a descubrir la verdad sobre los 5 Elementos, y Ember le entrega a Kaji un pase cuatro que le permitirá participar en la liga de los elementales.

### 2ª Saga
La liga de los elementalesCap. 8-18.
Todo el Colegio Beluga marcha de viaje hacia Ciudad Leona, donde se celebra la Liga de los Elementales. Allí, además de Kaji, Lluvia también consigue entrar en ella. Kaji entra en el grupo Fuego13 junto a Magmuto, Bombeta, Uap y Fósforo y juntos superan la primera fase. Más adelante, los cinco protagonistas van a la biblioteca, donde, tras muchos esfuerzos, consiguen descifrar parte del libro de Ken Valbrándur. La liga prosigue con un partido de fútbol elemental contra el equipo en el que está una vieja amiga de Kaji, llamada Flama y así llegan tanto Fuego13 como el equipo de Lluvia a las batallas, en las que se enfrentan. Tras un igualado combate de 3 contra 3, es la hora del combate Kaji contra Lluvia. En la batalla ambos demuestran sus habilidades e incluso Lluvia es capaz de realizar un Level 3 y, finalmente, la elemental de agua se alza con la victoria.
Después Kaji recibe un mensaje diciendo que vaya a la posada Altaestrella (que ha sido enviado por Lluvia ya que esta se enfadó por creer que Kaji se dejó ganar)pero allí se encuentra con el soldado Anpepón, que resulta ser malvado. Luchando entre todos y, con la ayuda del profesor Desangrador, consiguen derrotarle. Finalmente, celebran el día de la energía y vuelven al Pueblo Beluga, finalizando así la saga.

### 3ª Saga
Enfrentamiento en el monte pitoCap. 19-31
Todo comienza con los 5 protagonistas investigando dónde puede estar el secreto del que hablaba el diario de KV. Todo empieza normal hasta que empiezan a aparecer nuevos personajes y otros ya conocidos empiezan a cobrar importancia (como el capitán Adler). Entonces, en un momento determinado, llegan a la conclusión de que el secreto se encuentra en el monte pito, que en aquel momento era propiedad del padre de Kaji. En una noche, Matarratas descubre que sus padres habían muerto y él era el único superviviente de su familia y de la ira decide reunir a los protagonistas para ir al monte pito y así resolver el misterio.
Allí se encuentran con un templo al que pasan. Zap, al tocar una piedra, hace que toda la sala en la que se encuentran se derrumbe y acaben separados del modo: Zap - Sokar, Kaji - Lluvia y Matarratas por su lado. A su vez el padre de Kaji está también en el monte pito en el laboratorio de Sebastian, el abuelo de Matarratas y se desvela todo el pasado de Ember, que tiene el virus ocaso por un encuentro con Sebastian. Matarratas se encuentra con la desagradable sorpresa de su maestro Desangrador, predispuesto para matarlo. A su vez, Lluvia y Kaji empiezan a discutir y a enfrentarse y Sokar y Zap se encuentran con Uroboros, al cual acaban derrotando y en la huida llegan hasta donde está Matarratas con su hermana Rubeola. Con la lucha, Kaji y Lluvia caen en el mismo lugar y empieza un gran enfrentamiento con Desangrador. Cuando todo parece perdido, aparece Dino, para ayudar a sus alumnos. Con su llegada, se produce la victoria y salen del templo, pero no con las manos vacías. Zap sale del templo con una esfera que se le había caído a Uroboros. Con el fin de todo esto, Kaji y Zap se van a entrenar por su parte a la capital y Lluvia se convierte en la maestra de Matarratas. Este es el fin de la saga 3.

### 4ª Saga
La pintura que guardo Heliopolis32-46
Todo comienza con el inicio de clases, ya ha terminado el módulo práctico y los estudiantes están reunidos en la escuela.Dino Aquatro, el director empieza a cantar su canción del inicio de curso mientras que abajo ocurre un problema. Un elemental de Pedo comienza a meterse con todos pero Lluvia lo detiene golpeándolo, en eso llega Kaji y se forma un problema. Todo transcurre normal hasta que a Kaji le llega un misterioso pase 4 con un mensaje en antiguo diciéndole que participe en la liga. Convence a sus amigos y juntos forman un equipo: "KA UVE".
Se llevan a Flama y a Sauce para establecer una coartada. Todo bien hasta que llegan a la liga y unos elementales desconocidos empiezan a molestar a Zap, luego de una charla se van. Ya en el hostal mientras los demás duermen algo llama a Kaji, se va del hostal pero no sabe que Lluvia lo observa, se encuentra con Adler quien le hace algo a su fuego. 
El equipo Ka Uve pasa todas las pruebas de la liga(pero Sôkar termina lastimado). En la noche Zap rompe sin querer las vacunas de Kaji, por lo cual Zap y Matarratas van a comprar materiales para fabricar más, Sôkar esta inconsciente y Lluvia decide ir a caminar después de una discusión con Kaji. Sôkar siente que Lluvia está en peligro, y Kaji junto con él van a ayudarla, en el camino se encuentran con Zap y Matarratas. Llegan a un muro que marca la frontera con Yotumhaim, lluvia esta del otro lado peleando contra los elementales de la liga, aparece el Dr. Bombastus, la secuestran porque Kaji prefiere salvar su libro, Zap y Sôkar van por ella pero la sombra de Lluvia se había separado de la de Sôkar por lo cual Sôkar casi muere, pero... ¡su sombra se unió a la de Zap!, Matarratas pelea contra Kaji, le gana y va por ella (pero poco después es secuestrado) y Kaji esta inconsciente en el suelo. Matarratas es secuestrado por los chicos del Dr. Bombastus, Hiedra lo lleva a su laboratorio para sacarle un ojo ya que estaban interesados en el Kimikoho, pero logró deshacer sus grilletes con el Kimikoho y seda a Hiedra. Por otro lado un extraño ser llamado Alanka le devuelve el fuego a Kaji. Zap se enfrenta con Demencio y Aironfat en una batalla en la cual Aironfat sale derrotado, de repente en la batalla contra Demencio, Kaji hace aparición, pero Kaji esta del bando contrario (porque ellos tienen más información sobre los Cinco Elementos de la que ellos (Kaji y el resto, tendrán jamás, dice Kaji) y trata de matar a Zap, ¡pero no era más que un juego mental de Demencio! y ahora Demencio quiere matar a Zap con un cuchillo (vida real), pero Uroboros aparece y envenena a Demencio, pero Demencio no se rinde y de repente... ¡Zap estrena nueva técnica: Huevo Frito!, Sôkar abre un portal y se salva junto con Zap. De repente Matarratas aparece al otro lado de la puerta donde están Sôkar y Zap, Matarratas les habla a lo cual Zap cree que han convertido a Matarratas en puerta, Matarratas abre la puerta y se encuentra con Zap y Sôkar, y de repente aparece Hiedra para luchar.
Hiedra y Matarratas combaten, y Matarratas gana, aunque se queda a punto de morir. De pronto, Uróboros cura a Matarratas. Después se encuentran con Kei, un elemental doble de fuego y sombra creado por Bombastus. Cuando está a punto de matar a Zap, aparece Kaji de nuevo y combaten. En el combate, Kaji desata el modo ocaso, pero se recupera gracias a Alanka. Derrota a Kei con el fuego de Alanka.
Continúa en diciembre con Cap 43: Bombastus lo sabe.

### 5ª Saga
La playa47-61

### 6ª Saga
Dos mundos62-83

## Personajes de 5 Elementos

### Kaji Llamaviva
Es un elemental de fuego, hijo de Ember y Karolina Llamaviva y hermano de Chisp. Es el protagonista, y no se diferencia bastante en carácter de un chico normal y corriente. De siempre se ha negado a ser un soldado como su padre, y acaba viviendo contra su voluntad en Pueblo Beluga, en vez de en Ciudad Leona, la capital, con su tío Benjamín Llamaviva. Siente un profundo aprecio por Benjamín, y algo de odio hacia su padre. La gente siempre suele mirarle mal cuando descubre que su objetivo es demostrar que los 5 Elementos fueron héroes. Esto hace que el único verdadero amigo suyo sea Zap, ya que éste no le considera alguien raro. Está infectado con el Virus Ocaso o, uno de los tres virus de los cuales se prohibió buscar. Se le transmitió vía genética por su padre, que se infectó con el virus en el Día Cero. Tiene en su posesión el diario de Ken Válbrandur, líder de los 5 Elementos, escrito totalmente en Antiguo.

### Zap
Elemental de rayo con un enorme parecido al personaje Raruto (de las historietas del mismo nombre, y del mismo autor). Su carácter se puede considerar como el de alguien despistado, bromista, y muy corto de entendederas. Es huérfano y se desconoce detalle alguno de su familia, si es que tiene. A su vez, en combate Zap destaca por su velocidad, por su forma de luchar sin pensar y por su poco uso de técnicas de la escuela de los 5 niveles(ya que suele luchar con sus puños cargados de electricidad y pocas veces usa sus técnicas) , suele usar su elemento para iluminarse a sí mismo la cabeza en una parodia de bombilla, o enchufarse el cargador de una consola en la nariz para recargar la batería de esta, y sólo ha hecho uso de una habilidad eléctrica ofensiva en cuatro ocasiones; una en el uso de una posiblemente autodenominada técnica llamada Pollo Frito, otra en su pelea contra el soldado Anpepón, elemental psíquico capaz de leer la mente, en la cual tuvo ventaja por pensar muchas cosas sin sentido y usar su velocidad, otra vez más en la saga 3 cuando junto con Sokar se enfrenta a la serpiente gigante protectora del Alcaesto Uroboros, en esta batalla demuestra un buen trabajo en equipo con Sôkar, aparte vemos que puede crear un gran rayo (el nivel de este ataque ni el nombre fue nombrado) con el cual consiguió herir a Uroboros e incluso a Sôkar y la última vez que ha demostrado sus habilidades por ahora ha sido en la 4ª saga, en la batalla contra Karbô, el elemental de grafeno modificado por el doctor Bombastus, Zap lucha con todo lo que tiene demostrando por ahora su primer level 2 oficial un rayo concentrado que golpea al enemigo a distancia, y fue capaz de destrozar a Karbô, aunque esto no hubiera sido posible sin la ayuda de Sôkar, aparte en esta batalla demuestra aún más su buen trabajo en equipo con Sôkar y su buena coordinación con él. Es el mejor, y prácticamente único, amigo de Kaji Llamaviva, al ser uno de los pocos (junto con Sauce y Sôkar) que le acepta sin discriminación. Trata de ayudar a Kaji a descifrar el diario de Ken Válbrandur (aunque realmente, hasta ahora, no haya hecho absolutamente nada). A partir de la Saga 4 Zap toma de mascota al nuevo Uroboros, que nació de un huevo que dejó el antiguo al morir y que Zap encontró. Aparte en la saga 4 debido a que la sombra de Sôkar y Lluvia se había separado tras el secuestro de esta, la casi muerte de Sôkar a causa de esto, los intentos de Zap por salvarle la vida a Sokar y la fuerza de este por recuperar a Lluvia, las sombras de Sokar y Zap se unen volviéndose Sôkar la sombra de Zap.

### Lluvia Aquarrica
Elemental de  Alcaesto, públicamente Elemental de Agua. Es hija del señor Aquarrica, y prácticamente la segunda alumna más fuerte de la escuela de Pueblo Beluga (incluyendo a los alumnos de décimo y a ese profesor que tiene un monopatín). En un principio se muestra amable con Kaji, pero, tras un error de este (insultar a los elementales de agua sin saber que ella lo era, y criticar al padre de Nizo sin saber que ella es su hermana), se enemista con él.
Mantiene una relación de rivalidad con Kaji, posiblemente debido a la diferencia de elementos, a que Kaji insultase a los elementales de agua, o a que éste la superó en un combate en frente de toda la escuela Beluga. Pese a la aparente enemistad entre ella y Kaji, lo ayuda varias veces, como por ejemplo, ayudando a Matarratas a curar a Kaji. No obstante, parece seguir teniendo ansias de demostrar que es mejor que él. Ha demostrado sus habilidades de lucha contra Kaji y en contra del soldado Anpepón, demostrando que no solo es fuerte, sino que también algo tramposa,y que ha entrenado bastante durante su vida.En el capítulo 31 se revela que en realidad es elemental de Alcaesto y esto se confirma por Matarratas el cual ve el signo del Alcaesto dentro de Lluvia con su Kimikoho. En la saga 4 es secuestrada por los elementos artificiales del doctor Bombastus debido a su Alcaesto.

### Matarratas Rod Rattengift
Es elemental de Virus. Su carácter es serio, y podría considerarse también frío. Parece poseer un pasado traumante, debido a ser elemental de Virus (Considerados como la escoria de los elementales, ya que su elemento produce una enfermedad a quien les toque la piel e infecta o incluso mata a algunas plantas al tener contacto directo con éstas). Odia enfervorecidamente a los 5 Elementos, debido a que estos presumiblemente asesinaron a su familia, y destruyeron muchísima información y laboratorios. Trabajó con el profesor Desangrador supuestamente en el denominado Proyecto Amanecer, una investigación para crear una vacuna para que los elementales de virus puedan tocar a los demás seres vivos sin infectarles ningún virus. Sin Embargo, lo que realmente quería Desangrador era apoderarse del Virus Ocaso. Algo que llama la atención es que, tanto su abuelo como el de Sôkar, investigaban cosas que no les gustaban al gobierno, lo cual, en el futuro de la serie, puede ser importante. Posee el Kimikoho u ojo químico. Es una habilidad ocular que se transmite cada 2 generaciones en la familia Rattengift. Con él puede ver las sustancias simples de las que se compone la materia y además alterarlas para formar otros compuestos, entre otras cosas.

### Sôkar Was
Es elemental de Sombra, y es la sombra de Lluvia (posiblemente debido a su afinidad elemental, ya que ambos son de la misma rama elemental). Tiene un carácter filosófico, como todos en su familia, su familia siempre lleva los ojos vendados y prendas oscuras. Pese a la imposibilidad de ver debido a las venda en sus ojos, parece tener un sentido de la orientación muy grande, pues puede caminar con total libertad por todas partes, e incluso crear portales que lleven a otros lugares. Es uno de los pocos personajes que se lleva medianamente bien con Kaji, ofreciéndose a ayudarlo a descifrar el diario de Ken Válbrandur, escrito en Antiguo (idioma que él conoce parcialmente gracias a su difunto abuelo, aunque, según él, sólo conoce algunos insultos, palabras sueltas, y lo justo para ligar). Es un personaje excesivamente misterioso, sabiéndose relativamente poco sobre su familia o pasado, y se desconoce el momento en el que conoció a Lluvia. También se desconoce si tiene algún objetivo oculto. A partir de la saga 4 debido al secuestro de Lluvia y la casi muerte de Sokar al separarse mucho de Lluvia, Sokar acaba volviéndose la sombra de Zap.